# 札希土噶

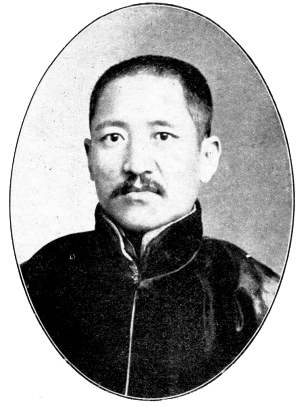
《民国之精华》中的札希土噶照片

札希土噶（?—?）字巫懷，藏族，西藏拉薩人，中華民國政治人物。

## 生平
清朝光緒三十一年（1905年），札希土噶由西藏揀派來北京，此後歷任御前繙譯、滿蒙高等學堂藏文教習。
中華民國成立後，於民國二年（1903年）出任中華民國第一屆國會參議院議員，代表西藏。他還獲授三等嘉禾章。國會解散後，在家讀書。1916年第一屆國會第二期常會召開，札希土噶繼續擔任參議院議員。